# カリジン
カリジン（英:kalidin）とは10個のアミノ酸残基よりなるペプチド。ブラジキニンと合わせてキニン類と呼ばれる。血漿中に存在するキニノーゲンがカリクレインによって分解されることにより生成される。カリジンさらにアミノペプチダーゼの作用を受けブラジキニンへと変化する。カリジンは血管平滑筋弛緩作用や血管外平滑筋収縮作用を有する。